# Ogcodes triangularis
Ogcodes triangularis är en tvåvingeart som beskrevs av Curtis W. Sabrosky 1945. Ogcodes triangularis ingår i släktet Ogcodes och familjen kulflugor. Inga underarter finns listade i Catalogue of Life.